# بوبكر عثماني
بوبكر عثماني (من مواليد 11 نوفمبر 1981 في برحال، الجزائر)، لاعب كرة قدم جزائري. يلعب حاليًا كمهاجم في فريق اتحاد عنابة في الرابطة الجزائرية المحترفة الأولى.